# Georg Christian Knapp
Georg Christian Knapp (Glaucha, 17 settembre 1753 – Halle, 14 ottobre 1825) è stato un teologo tedesco.

## Biografia
Nacque a Glaucha, ora parte di Halle; studiò in una scuola orfana di Halle (tedesco: Franckesche Stiftungen), di cui suo padre fu il direttore. Successivamente studiò teologia presso le Università di Halle e Gottinga. Nel 1777 fu professore associato a Halle, dove nel 1782 diventò professore di teologia. Nel 1785 fu nominato Kondirektor della Franckesche Stiftungen, dove dal 1799, servì insieme ad August Hermann Niemeyer. Morì a Halle.
Knapp sostenne il pensiero pietista cristiano e fu un rappresentante del soprannaturalismo razionale biblico. Fu autore di un libro sui salmi (pubblicato in 11 edizioni dal 1778 al 1789) e di "Vorlesungen über die christliche Glaubenslehre", un'opera che più tardi fu tradotta in inglese (con alcune aggiunte) con il titolo Lectures on Christian Theology di Leonard Woods, Jr. Inoltre pubblicò schizzi biografici dei teologi pietisti August Hermann Francke, Philipp Jakob Spener e Johann Anastasius Freylinghausen.
Knapp era il padre del teologo Johann Karl Thilo (1794–1853).

## Opere principali
- Die Psalmen (11 edizioni) 1778–1789.
- "Novum Testamentum graece. Recognovit atque insignioris lectionum varietatis et argumentorum notationes" 1797.
- "Scripta varii argumenti maximam partem exegetici atque historici", 1805.
- Dr. Georg Christian Knapp's Vorlesungen über die christliche Glaubenslehre nach dem Lehrbegriff der evangelischen Kirche, Halle: Buchhandlung des Waisenhauses, 1827. (con Johann Karl Thilo).
- "Hē Kainē Diathēkē = Novum Testamentum Graece", Halis Saxonum: Orphanotrophei, 1829.